# Mai Thủy
Mai Thủy là một xã thuộc huyện Lệ Thủy, tỉnh Quảng Bình, Việt Nam.

## Địa lý
Xã Mai Thủy nằm ở trung tâm huyện Lệ Thủy, có vị trí địa lý:
- Phía đông giáp xã Mỹ Thủy
- Phía tây giáp xã Phú Thủy
- Phía nam giáp xã Trường Thủy
- Phía bắc giáp thị trấn Kiến Giang và các xã An Thủy, Xuân Thủy.

Xã Mai Thủy có diện tích 19,79 km², dân số năm 2019 là 5.488 người, mật độ dân số đạt 277 người/km².
Quốc lộ 1 không chạy qua xã này. Đường sắt Bắc Nam và Tỉnh lộ 16 chạy qua xã này. Xã Mai Thủy có Đập Mưng tại thôn Châu Xá, có thể xem là danh lam thắng cảnh của xã.

## Hành chính
Xã Mai Thủy được chia thành 08 thôn: Châu Xá, Lê Xá, Xuân Lai, Mai Hạ, Lệ Bình, Mai Thượng, Quảng Trung, Thái Xá

## Kinh tế
Kinh tế chủ yếu là nông nghiệp, tiểu thủ công nghiệp. 